# چرخه آهن

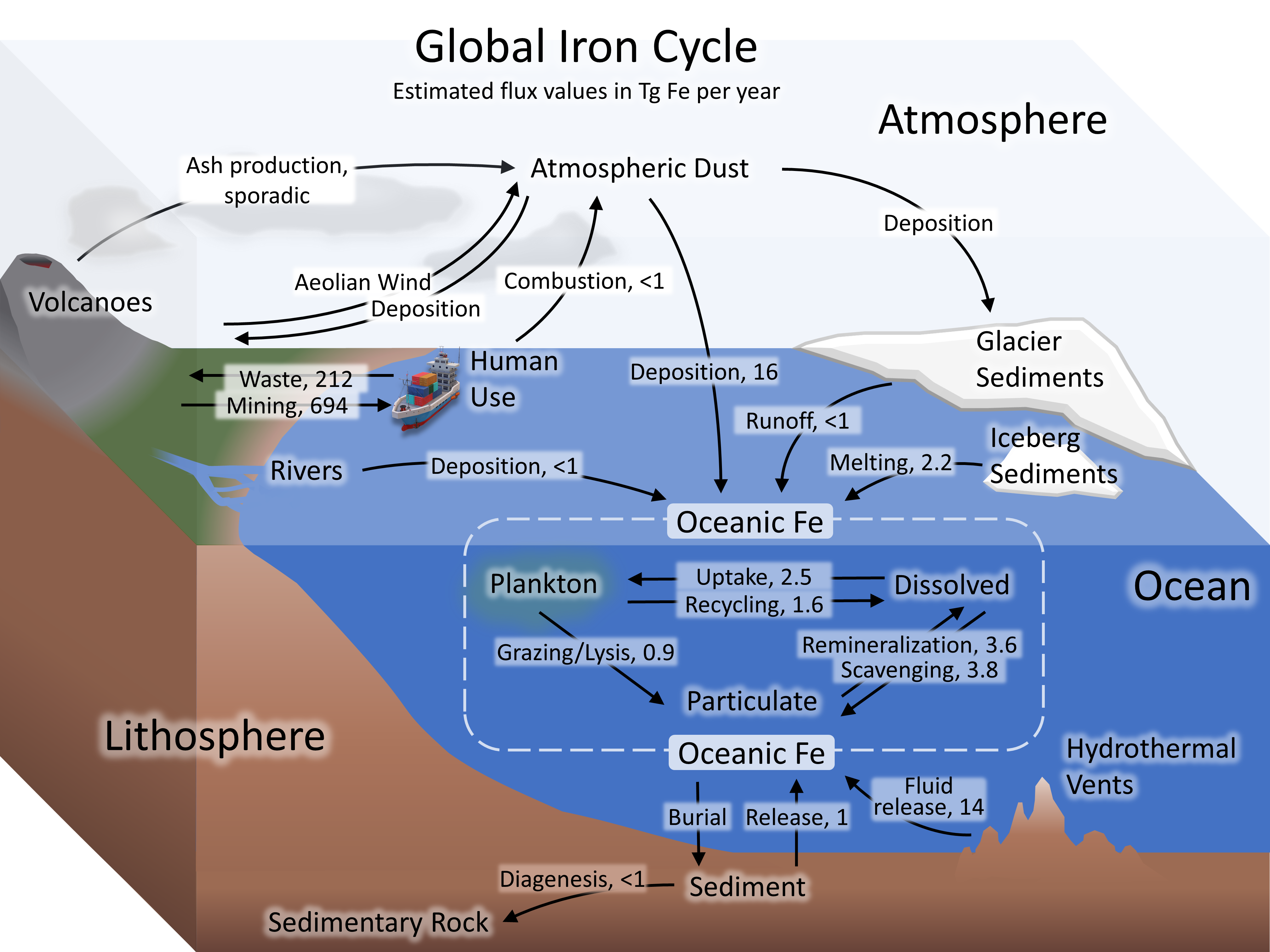
چرخه آهن بیوژئوشیمیاییآهن در جو، لیتوسفر و اقیانوس‌ها گردش می‌کند. فلش‌های برچسب دار شار آهن در سال را نشان می‌دهد. آهن در اقیانوس بین پلانکتون‌ها، ذرات انباشته شده (آهن غیر زیستی) و محلول (آهن زیست در دسترس) گردش می‌کند و از طریق دفن به رسوب تبدیل می‌شود. دریچه‌های هیدروترمال علاوه بر ورودی آهن اقیانوسی از منابع خشکی، آهن را به اقیانوس آزاد می‌کنند. آهن از طریق آتشفشان، باد و مقداری از طریق احتراق توسط انسان به جو می‌رسد. در آنتروپوسن، آهن از معادن موجود در پوسته خارج می‌شود و بخشی دوباره در مخازن زباله ته‌نشین می‌شود.

چرخه‌آهن(Fe) چرخه بیوژئوشیمیایی آهن از راه اتمسفر، هیدروسفر، بیوسفر و لیتوسفر است. در حالی که آهن در پوسته زمین فراوان است، در آب‌هایی که در سطح زمین بوده و دارای اکسیژن است، خیلی رایج نیست. آهن یک ریزمغذی کلیدی در بهره‌وری اولیه است، و یک‌ماده‌غذایی محدودکننده در اقیانوس جنوبی، اقیانوس آرام استوایی شرقی، و اقیانوس آرام زیر قطبی که به عنوان مناطق با مواد مغذی بالا، کم کلروفیل (HNLC) اقیانوس شناخته می‌شود، محسوب می‌شود.
آهن در طیف وسیعی از عدد اکسایش های  از -۲ تا +۷ وجود دارد. با این‌وجود، روی زمین عمدتاً درحالت ردوکس +۲ یا +۳ خود است و یک فلز فعال ردوکس اولیه روی زمین به حساب می‌آید. تغییر آهن بین حالت‌های‌آن، یعنی اکسیداسیون +۲ و +۳، به عنوان چرخه‌آهن شناخته می‌شود. این فرایند ممکن است کاملاً  غیر زنده یا توسط میکروب ها، به‌ویژه باکتری‌های اکسید کننده آهن، راحت‌تر انجام شود. فرآیندهای غیرزنده شامل زنگ زدن فلزاتی که درونشان آهن باشد، که در آنها آهن اکسید +۲ در حضور اکسیژن به آهن اکسید +۳ تبدیل می‌شود، و آهن اکسید+۳ توسط مواد معدنی آهن سولفید به آهن اکسید +۲ کاهش می‌یابد. چرخه بیولوژیکی آهن+۲ توسط میکروب‌های اکسیدکننده و کاهش‌دهنده آهن انجام می‌شود.
آهن یک‌ریزمغذی است که تقریباً برای هرشکل‌زندگی ضروری می‌باشد. آهن یک جزءکلیدی در هموگلوبین می‌باشد که برای ثابت‌نگه‌داشتن نیتروژن به عنوان بخشی از خانواده آنزیم نیتروژناز مهم است و به عنوان بخشی از هسته گوگرد آهن فرودوکسین ، انتقال الکترون را در کلروپلاست‌ها، میتوکندری‌های یوکاریوتی و باکتری‌ها تسهیل می‌کند. به دلیل واکنش‌پذیری بالای آهن+۲ با اکسیژن و حلالیت کم آهن+۳، آهن یک ماده‌مغذی محدود کننده در بیشتر مناطق جهان است.

## زمین باستانی
تصورات بر این است که در اولین سال‌های تشکیل‌زمین، زمانی که سطح‌اکسیژن اتمسفر ۰٫۰۰۱ درصد اکسیژنی که امروزه موجود است بود، آهن +۲ محلول در اقیانوس‌ها بسیارفراوان‌تر بوده‌است و در نتیجه برای حیات میکروبی بیشتر دردسترس بوده‌است. سولفیدآهن ممکن است انرژی و سطوح را برای اولین‌موجودات فراهم کرده باشد. در این‌زمان، قبل از شروع فتوسنتز اکسیژنی، تولید اولیه ممکن است تحت تسلط فتو فروتروف‌ها بوده باشد که انرژی را از نور خورشید دریافت می‌کنند و از الکترون‌های آهن+۲ برای تثبیت کربن استفاده می‌کنند.
در طی رویداد بزرگ اکسیژنی، ۲٫۳–۲٫۵ میلیاردسال پیش، آهن‌محلول توسط اکسیژنی که توسط سیانوباکتری‌ها تولید شده بود، اکسید شد تا اکسیدهای آهن را تشکیل بدهد. اکسیدهای آهن متراکم‌تر از آب بودند و به کف‌اقیانوس سقوط کرده و سازندهای آهن نواری (BIF) را تشکیل دادند. با سپری شدن زمان، افزایش میزان اکسیژن، مقدار زیادشونده‌ای از آهن را از اقیانوس حذف کرد. BIFها منبع کلیدی سنگ‌آهن در دوران مدرن بوده‌اند.

## اکوسیستم‌های زمینی
چرخه آهن یکی از اجزاء مهم اکوسیستم‌های زمینی است. شکل آهن+۲ در گوشته، هسته یا پوسته عمیق زمین غالب است. آهن به فرم آهن +۳ در حضور گاز اکسیژن پایدارتر می‌باشد. گردوغبار یک‌جزء کلیدی در چرخه آهن زمین است. هوازدگی شیمیایی و بیولوژیکی، مواد معدنی دارای آهن را تجزیه کرده و موادمغذی را در اتمسفر آزاد می‌کند. تغییرات در چرخه هیدرولوژیکی و پوشش رویشی بر این الگوها تأثیرگذار می‌باشد و تأثیر زیادی بر تولید جهانی گردوغبار دارد. تخمین‌های رسوب گرد و غبار بین ۱۰۰۰ تا 2000 Tg در سال است. گرد و غبار بادی با انتقال ذره‌های آهن از زمین از طریق جو به اقیانوس، بخش مهمی از چرخه آهن می‌باشد.
همین‌طور فوران‌های آتشفشانی نیز یکی از عامل‌های مهم چرخه‌آهن زمینی می‌باشد و غبار غنی از آهن را در جو در انفجاری بزرگ یا در فوران‌های کوچک‌تر در طول زمان آزاد می‌کنند. حمل‌ونقل جوی غبار غنی از آهن می‌تواند بر غلظت اقیانوس‌ها تأثیر بگذارد.

## اکوسیستم اقیانوسی
اقیانوس جزء اساسی سامانه آب و هوایی زمین  می‌باشد و چرخه‌آهن نقش مهمی در بهره‌وری اولیه اقیانوس و عملکرد اکوسیستم دریایی دارد. محدودیت آهن برای محدود کردن کارایی پمپ‌کربن بیولوژیکی شناخته شده‌است. عظیم‌ترین منبع آهن برای اقیانوس‌ها از رودخانه‌ها است، جایی که به صورت ذره‌های رسوب معلق می‌باشد. آب‌های ساحلی آهن را از رودخانه‌ها و رسوبات بدون اکسیژن دریافت می‌کنند. دیگر منبع‌های اصلی آهن برای اقیانوس‌ها عبارتند از ذرات یخبندان، انتقال گردوغبار جوی، و چاه گرمابی. تأمین آهن یک‌عامل مهم است که مؤثر بر رشد فیتوپلانکتون به عنوان پایه شبکه غذایی دریایی می‌باشد. مناطق فراساحلی وابسته به رسوب گرد و غبار جوی و همچنین بالا آمدن آن می‌باشند. دیگر من‌های اصلی آهن برای اقیانوس‌ها ذرات یخبندان، دریچه‌های گرمابی و خاکستر آتشفشانی می‌باشند. در منطقه‌های دور از ساحل، باکتری‌ها هم برای جذب آهن با فیتوپلانکتون‌ها وارد رقابت می‌شوند. در مناطق HNLC، آهن موجب محدود شدن بهره‌وری فیتوپلانکتون می‌شود.

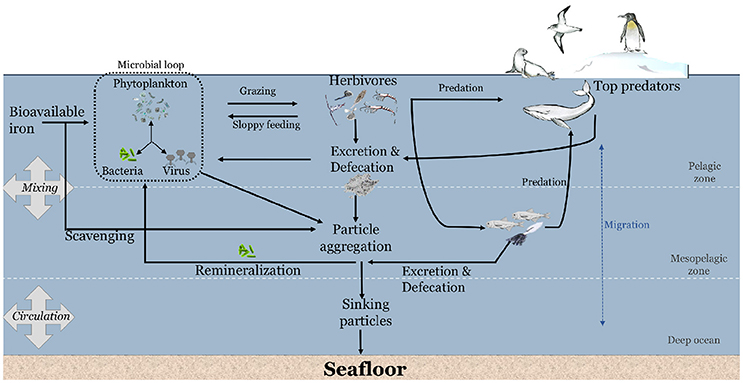
نقش حیوانات دریایی در چرخه آهن دراقیانوس جنوبی

معمولاً آهن به عنوان منبعی معدنی برای فیتوپلانکتون در دسترس بود. با این وجود، شکل‌های آلی آهن را می‌توان توسط دیاتومه‌ های مخصوصی که از فرایند مکانیسم ردوکتاز سطحی استفاده می‌کنند نیز استفاده کرد. جذب آهن توسط فیتوپلانکتون دلیلی بر کمترین غلظت آهن در آب‌های سطحی دریا می‌باشد. رمینرالیزاسیون زمانی رخ می‌دهد که فیتوپلانکتون‌های در حال غرق شدن توسط زئوپلانکتون‌ها و باکتری‌ها تخریب شوند. حرکت فرازین آبها آهن را بازیافت می‌کند و موجب افزایش غلظت آهن در آب‌های عمیق می‌شود. به‌طور متوسط است ۰٫۰۴ ± ۰٫۰۷ نانومول آهن کیلوگرم −1 در سطح (<۲۰۰ متر) و ۰٫۲۵ ± ۰٫۷۶ نانومول آهن کیلوگرم −1 در عمق (> ۵۰۰ متر) وجود دارد. درنتیجه مناطق خیزش آب شامل آهن بیشتری نسبت به سایر منطقه‌های سطح اقیانوس‌ها هستند. آهن محلول به شکل آهنی برای استفاده زیستی در دسترس است که معمولاً از منبع بادی بدست می‌آید.

آهن غالباً در فازهای ذره‌ای به‌صورت آهن فریک وجود دارد و کسر آهن محلول با انعقاد از ستون آب خارج می‌شود. به‌همین علت حوضچه‌آهن حل‌شده به سرعت در حدود ۱۰۰ سال تغییر می‌کند.

## تعامل با سایر چرخه‌های عنصری

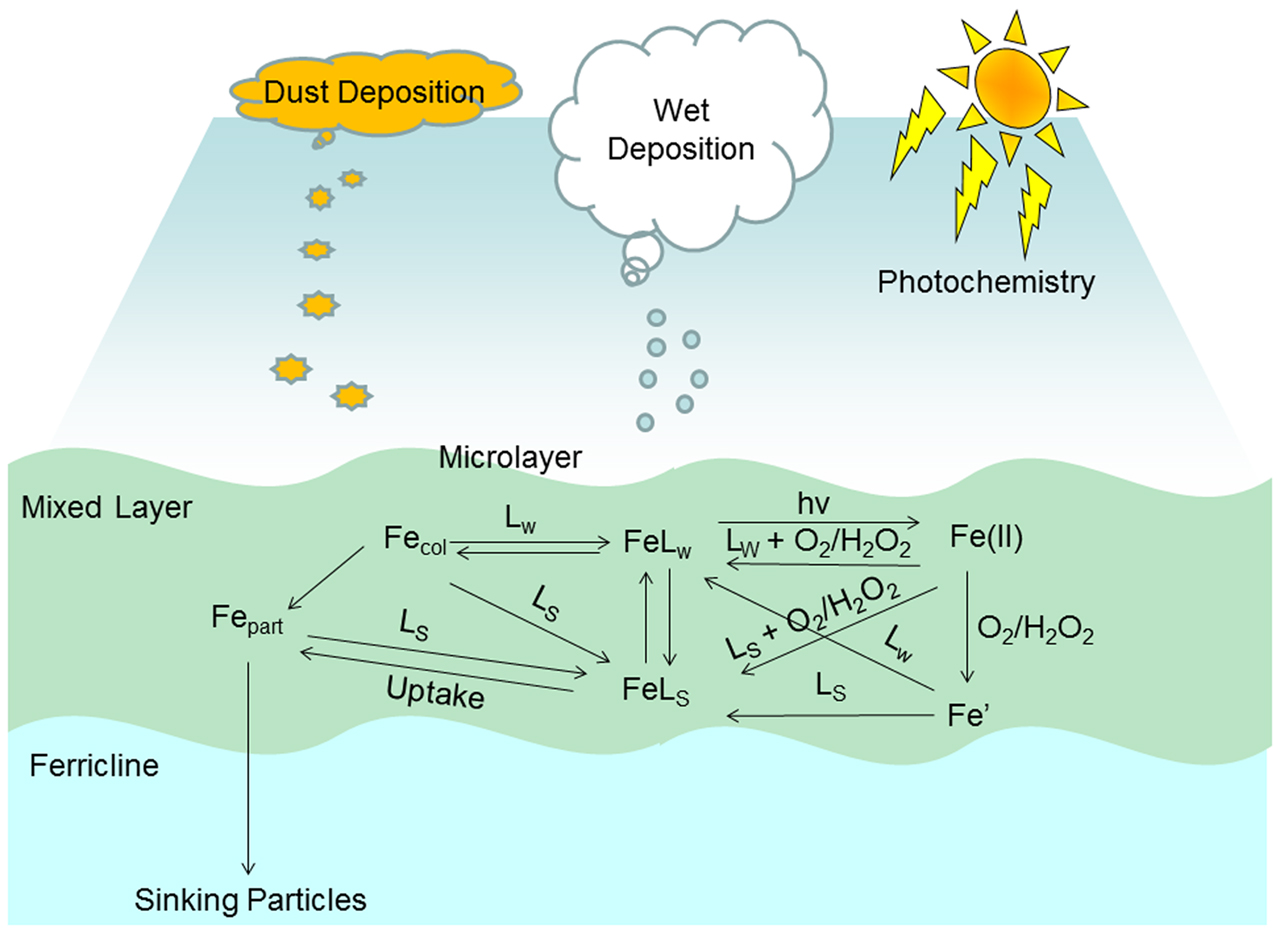
چرخه بیوژئوشیمیایی آهن محلول در سطح اقیانوس LS، لیگاند اتصال دهنده آهن قوی؛ LW، لیگاند اتصال آهن ضعیف؛ FeLS، آهن کمپلکس شده توسط لیگاند اتصال دهنده آهن قوی. FeLw، آهن کمپلکس شده توسط لیگاند اتصال دهنده آهن ضعیف. Fe(II)، مجموع تمام گونه‌های Fe(II). Fe'، مجموع همه گونه‌های غیرآلی Fe(III). فکول، گونه‌های آهن کلوئیدی؛ Fepart، آهن در فاز ذرات؛ hv، شار فوتون؛ O2، اکسیژن محلول؛ و H2O2، پراکسید هیدروژن محلول.

چرخه‌آهن به‌طور قابل‌توجهی با چرخه‌های‌گوگرد، نیتروژن و فسفر در تعامل است. Fe(II) محلول می‌تواند به عنوان الکترون‌دهنده عمل‌کند و گیرنده‌های الکترونی آلی و معدنی اکسیدشده از جمله O 2 و NO 3 را کاهش بدهد و به Fe(III) اکسید شود. پس از آن شکل اکسیدشده آهن می‌تواند برای گوگرد احیاشده، H 2 و ترکیبات کربن آلی گیرنده الکترون باشد. با این کار، آهن به حالت اکسیدشده Fe(II) برمی‌گردد و چرخه کامل می‌شود.
انتقال‌آهن میان Fe(II) و Fe(III) در سیستم‌های آبی با چرخه فسفر آب‌شیرین در تعامل است. با اکسیژنی که در آب وجود دارد، Fe(II) به صورت غیرزیستی یا توسط میکروب‌ها از طریق اکسیداسیون لیتوتروفیک به Fe(III) اکسید می‌شود. Fe(III) می‌تواند هیدروکسیدهای آهن را تشکیل بدهد، که محکم به فسفر چسبیده و آن را از مخزن فسفر زیستی خارج کرده و بهره‌وری اولیه را محدود می‌کند. در شرایطی که اکسیژن موجود باشد، آهن (III) می‌تواند کاهش یابد، توسط میکروب‌ها استفاده شود تا پذیرنده نهایی الکترون از هر دو کربن آلی یا H 2 باشد. این باعث آزاد شدن فسفر برای استفاده بیولوژیکی در آب می‌شود.
چرخه گوگرد و آهن می‌تواند در نقطه‌های زیادی برهم کنش داشته باشد. باکتری‌های گوگرد بنفش و باکتری‌های گوگردسبز می‌توانند از Fe(II) به عنوان الکترون‌دهنده در حین فتوسنتز بدون اکسیژن استفاده‌کنند. باکتری‌های کاهش‌دهنده سولفات در محیط‌های بدون اکسیژن می‌توانند سولفات را تبدیل به سولفید کنند، که سپس به Fe(II) برای ایجاد کردن سولفید آهن، ماده‌ای معدنی جامد که از آب رسوب می‌کند و آهن و گوگرد را حذف می‌کند، متصل می‌شود. چرخه‌های آهن، فسفات و گوگرد همه می‌توانند با یکدیگر در تعامل باشند. سولفید می‌تواند زمانی که یون‌های فلزی موجود نیستند آهن (III) را از آهنی که قبلاً به فسفات وصل شده‌است کاهش دهد، که فسفات را آزاد می‌کند و سولفید آهن ایجاد می‌کند.
آهن نقشی مهم در چرخه نیتروژن دارد، جدای از نقشی که به عنوان بخشی از آنزیم‌های دخیل در تثبیت نیتروژن ایفا می‌کند. در شرایط اکسیژن دار، آهن (II) می‌تواند یک الکترون که توسط -N0 3 (که به چند شکل متفاوت از ترکیب نیتروژن،NO 2 اکسیده ، N 2 0، N 2، و +NH 4) پذیرفته شده اهدا کند،

در حالی که آهن (II) به آهن (III) کاهش می‌یابد.

## تأثیرات انسانی
تأثیر انسان بر چرخه‌آهن در اقیانوس‌ها به دلیل زیادشدن غلظت غبار در آغاز عصر صنعتی است. امروزه مقدار آهن محلول در اقیانوس‌ها تقریباً نسبت به دوران قبل از صنعتی‌شدن از آلاینده‌های انسانی و منابع احتراق آهن محلول، دو برابر است. تغییرات در فعالیت‌های کاربری زمین و آب‌وهوا باعث افزایش شار گردوغبار شده‌است که میزان گردوغبار را به منطقه‌های باز اقیانوس افزایش می‌دهد. باقی منابع انسانی آهن ناشی از احتراق می‌باشد. بالاترین نرخ‌های احتراق آهن در شرق آسیا رخ می‌دهد که ۲۰ تا ۱۰۰ درصد از رسوبات اقیانوس‌ها در پیرامون جهان را تشکیل می‌دهد.
انسان چرخه‌نیتروژن حاصل از سوختن سوخت‌های فسیلی و کشاورزی در مقیاس بزرگ را دگرگون کرده‌است. به دلیل آهن و نیتروژن افزایش یافته، تثبیت نیتروژن دریایی در اقیانوس آرام نیمه گرمسیری شمالی و جنوبی افزایش می‌یابد. در منطقه‌های نیمه‌گرمسیری، گرمسیری و مناطق HNLC، افزایش ورودی آهن امکان دارد موجب افزایش جذب کربن دی‌اکسید شود که بر چرخه کربن در جهان تأثیر گذار است.